# Iddin-Sin

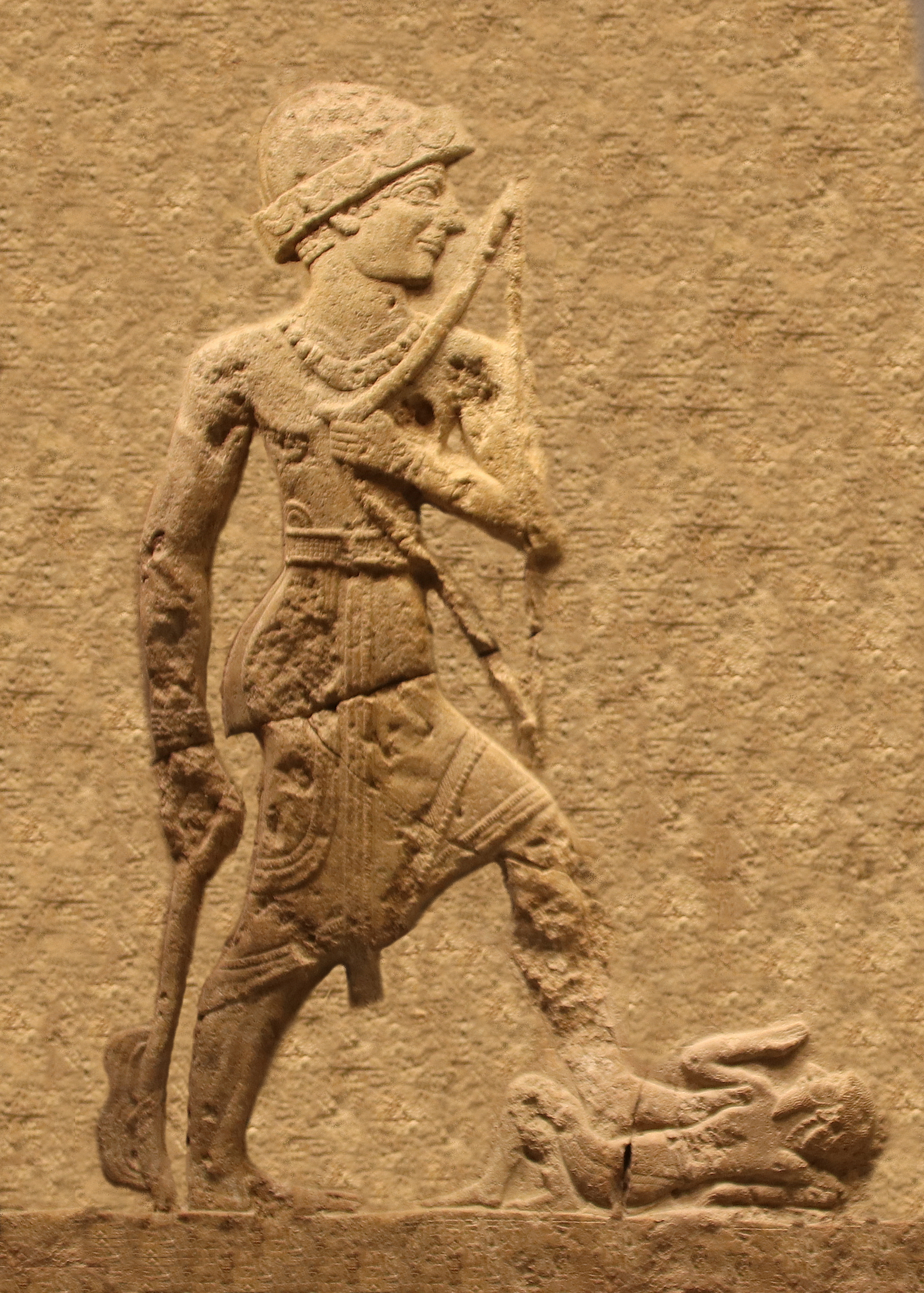
Iddin-Sin, rey de Simurrum, armado con un arco y un hacha, pisoteando a un enemigo. Alrededor del 2000 a. C.(detalle extraído)

Iddin-Sin (en acadio 𒀭𒄿𒋾𒀭𒂗𒍪: DI-ti-n Sin) fue un rey (𒈗 Šàr, pronunciado Shar) del reino de Simurrum alrededor de 2000-1900 a. C. Simurrum fue una importante ciudad estado de Mesopotamia, durante el período del Imperio acadio hasta la tercera dinastía de Ur. El reino de Simurrum desaparece de los registros después del período del Imperio paleobabilónico. Según una inscripción (la estela que ahora se encuentra en el Museo de Sulaymaniyah), Iddin-Sin parece haber sido contemporáneo del rey Anubanini de Lullubi.
Se conocen varios gobernantes del reino Simurrum, como Iddin-Sin y su hijo Zabazuna. Varias inscripciones sugieren que fueron contemporáneos del rey Ishbi-Erra (1953-c. 1920 a. C.) En las inscripciones, el nombre de Iddin-Sin está escrito 𒀭𒄿𒋾𒀭𒂗𒍪, con un honorífico silencioso (𒀭, "Divino") antes de la parte fonológica del nombre, 𒄿𒋾𒀭𒂗𒍪, donde el segundo 𒀭 (An) tiene el valor de "n". La última parte 𒂗𒍪 era inicialmente En-Zu pero se pronuncia Sin, nombre del dios de la Luna.
Se han identificado cuatro inscripciones y el relieve del Simurrum en Bitwata, cerca de Ranya en el Kurdistán iraquí, cerca de la frontera con Irán, incluido el gran relieve que se encuentra actualmente en el Museo de Israel, y uno de Sarpol-e Zahab. Se cree que el diseño del relieve deriva del de la estela de Naram-Sin, rey del Imperio acadio (2254-2218 a. C.), en la que también se ve al rey pisoteando a los enemigos. También es similar a otros relieves de la zona, como el relieve rocoso de Anubanini. El relieve de Sarpol-e Zahab, que representa a un guerrero sin barba con un hacha, pisoteando a un enemigo, y que lleva inscrito el nombre de "Zaba(zuna), hijo de ...", puede ser el hijo de Iddin-Sin.
Iddi-Sin también es conocido por una estela, inscrita en acadio, que se conserva en el Museo de Sulaimaniya, Irak.
Un sello que muestra a Iddin-Sin y a su hijo Zabazuna (en acadio: 𒍝𒁀𒍪𒈾: Za-ba-zu-na), también es conocido por la colección Rosen.